# 马粪巷
马粪巷，又称马蕃巷，是六朝时期建康城（今江苏南京市）禁中里的一条街巷。
六朝时，琅邪王氏定居于马粪巷的王僧虔、王志一支被称为马粪诸王，而定居于乌衣巷的乌衣诸王因为官位不高，门第被马粪诸王压倒。王僧虔任御史中丞时非常不高兴，认为与乌衣诸王做一样的官是耻辱。